# 6370 Malpais
6370 Malpais è un asteroide della fascia principale. Scoperto nel 1984, presenta un'orbita caratterizzata da un semiasse maggiore pari a 2,3654803 UA e da un'eccentricità di 0,0732079, inclinata di 7,02015° rispetto all'eclittica.